# Top Spin 3
Top Spin 3 är den tredje titeln i Top Spin-serien. Spelet utvecklades av PAM Development och publicerades av 2K Sports för Playstation 3, Wii, Xbox 360 och Nintendo DS. Spelet släpptes i Europa den 20 juni 2008, den 23 juni i Nordamerika och den 27 juni i Australien och Asien.

## Spelare
Följande 20 professionella tennisspelare ingår i spelet. 

### Herrar
- Roger Federer
- Rafael Nadal PS3
- Andy Murray
- David Nalbandian
- Andy Roddick
- James Blake
- Tomáš Berdych
- Goran Ivanišević
- Gael Monfils
- Tommy Haas
- Mark Philippoussis

### Damer
- Justine Henin
- Svetlana Kuznetsova
- Amelie Mauresmo
- Marija Sjarapova
- Nicole Vaidisova
- Caroline Wozniacki

### Legender
- Boris Becker
- Björn Borg WII
- Monica Seles WII

PS3 = endast tillgänglig i PS3-versionen
WII = ej tillgänglig i Wii-versionen